# 3 mars
Pour les articles homonymes, voir Trois-Mars.
3 février 3 avril
Chronologies thématiques
- Croisades
- Ferroviaires
- Sports
- Disney
- Anarchisme
- Catholicisme

Abréviations / Voir aussi
- (° 1852) = né en 1852
- († 1885) = mort en 1885
- a.s. = calendrier julien
- n.s. = calendrier grégorien
- Calendrier
- Calendrier perpétuel
- Liste de calendriers
- Naissances du jour

Le 3 mars est le 62e jour, moins souvent le 63e, de l'année du calendrier grégorien ; il en reste ensuite 303.
C'était généralement le 13e jour du mois de ventôse dans le calendrier républicain / révolutionnaire français officiellement dénommé jour de la fumeterre (une plante).

## Événements

### Iersiècle
- 78 : début de l'ère Saka / Sakas en Inde[1].

### Vesiècle
- 473 : Gondebaud nomme Glycérius empereur de l'Empire romain d'Occident.

### XIVesiècle
- 1356 : les villes brabançonnes imposent au duc de Brabant la charte de la Joyeuse Entrée.
- 1357 : une ordonnance royale, approuvée par une nouvelle assemblée des États généraux réunie à Paris, réforme la monnaie et accorde des subsides au dauphin.

### XVesiècle
- 1431 : neveu de Grégoire XII, Gabriele Condulmer devient le 207e pape sous le nom d'Eugène IV.

### XVIIIesiècle
- 1707 : mort d'Aurangzeb, dernier Grand Moghol de l'Inde et début du déclin de l'empire moghol.
- 1799 : victoire russo-ottomane lors du siège de Corfou pendant la Première coalition.
- 1800 : Bonaparte clôt la liste des émigrés.

### XIXesiècle

Armoiries de la Suède

- 1808 : l'armée de Murat occupe Madrid.
- 1813 : le régent Bernadotte signe un traité d'alliance avec l'Angleterre afin de préserver les intérêts de la Suède, gênée par le blocus continental. L'Angleterre lui promet la Norvège ainsi que des territoires aux Antilles, en Guadeloupe, contre la mise à disposition de 30 000 soldats.
- 1859 : signature d'un traité secret franco-russe instaurant la neutralité bienveillante de la Russie en cas de guerre entre l'Autriche et la France.
- 1861 : le tsar Alexandre II décide l'abolition du servage.
- 1878 :
  - intronisation du pape Léon XIII.
  - signature du traité de San Stefano qui prévoit l'indépendance de la Bulgarie.
- 1886 : le traité de Bucarest met fin à la guerre serbo-bulgare.

### XXesiècle
- 1910 : John D. Rockefeller crée une fondation destinée à promouvoir la science.
- 1915 : création du NACA (National Advisory Comittee for Aeronautics), qui sera dissous et deviendra la NASA en 1958.
- 1918 : la Russie signe le traité de Brest-Litovsk avec l'Allemagne, l'Autriche-Hongrie et la Bulgarie.
- 1923 : le Time Magazine en kiosque pour la première fois.
- 1924 : le réformateur Mustapha Kemal Atatürk abolit le califat ottoman en Turquie.
- 1930 : inondations du Tarn dans le sud-ouest de la France qui tuent des centaines de personnes.
- 1931 : The Star-Spangled Banner devient l'hymne national des États-Unis.
- 1932 : victoire de l'empire du Japon à la guerre de Shanghai et démilitarisation de la ville.
- 1942 : attaque sur Broome, en Australie-Occidentale.
- 1943 : bousculade à la station de métro Bethnal Green à Londres : 173 morts et 62 blessés.
- 1944 :  l'Union soviétique crée l'ordre de Nakhimov et l'ordre d'Ouchakov.
- 1945 :  la bataille de Manille s'achève par une victoire alliée.
- 1961 : Hassan II devient roi du Maroc.
- 1973 : signature de la Convention sur le commerce international des espèces de faune et de flore sauvages menacées d'extinction (CITES).
- 1990 : Anne de Guigné est déclarée vénérable par Jean-Paul II.
- 1991 :
  - début de l'affaire Rodney King aux États-Unis.
  - l'Irak accepte la résolution 686 du Conseil de sécurité des Nations unies qui prévoit un cessez-le-feu permanent et la libération de tous les prisonniers de guerre et les civils koweïtiens enlevés.
- 2000 : le général croate Tihomir Blaškić est condamné à 45 ans de prison pour crime contre l'humanité par le Tribunal pénal international pour l'ex-Yougoslavie.

### XXIesiècle
- 2002 : les Suisses disent « oui » à l'adhésion à l'ONU, à la suite d'une initiative populaire.
- 2003 : ouverture, à Athènes, du procès des 19 membres présumés de l'organisation révolutionnaire grecque du 17-Novembre, l'un des groupes terroristes d'extrême-gauche les plus mystérieux d'Europe, tenu responsable de 23 assassinats entre 1975 et 2000.
- 2004 : le Parlement français adopte la loi sur les signes religieux dans les écoles publiques françaises.
- 2011 : résolution no 1971 du Conseil de sécurité des Nations unies sur la situation au Liberia.
- 2014 : ouverture de la prison du Grampian, unique prison en Écosse à accueillir des mineurs.
- 2015 : Jean Tiberi est définitivement condamné pour l'affaire des faux électeurs à Paris.
- 2018 : en Allemagne, les militants du Parti social-démocrate approuvent la grande coalition avec la CDU/CSU d'Angela Merkel, lui ouvrant la voie d'un quatrième mandat.
- 2019 : en Estonie, la coalition au pouvoir perd sa majorité absolue des sièges lors des élections législatives.
- 2020 : en Syrie, l'armée régulière et ses alliés restaurent l'autoroute M5 (reliant Damas à Alep) dans son intégralité pour la deuxième fois en l'espace d'un mois, après que les rebelles avaient réussi, pendant une semaine, à en occuper un petit tronçon autour de Saraqeb.

- 2022 : la Géorgie[2] et la Moldavie[3] déposent officiellement leur candidature à l'adhésion à l'Union européenne, trois jours après l'Ukraine[4].
- 2025 : 
  - en Autriche, le conservateur Christian Stocker (photo) devient chancelier fédéral à la tête d'une coalition tripartite[5].
  - au Soudan du sud, des affrontements surviennent à Nasir entre des membres des Forces de défense du peuple du Soudan du Sud (SSPDF) et l'Armée blanche Nuer, entraînant la prise de la caserne de la ville par l'Armée blanche faisant de nombreuses victimes.

## Arts, culture et religion
- 1875 : création de l'opéra Carmen de Georges Bizet à l'Opéra-Comique de Paris sur un livret d'Henri Meilhac et Ludovic Halévy et sous la direction d'Adolphe Deloffre.
- 1899 : création d'Une vie de héros, op. 40, poème symphonique de Richard Strauss, à Francfort-sur-le-Main.
- 1957 : le rock'n'roll se voit interdit par un cardinal dans les écoles de l'archidiocèse de Chicago aux États-Unis[6].
- 1984 : la 9e cérémonie des César récompensant les films sortis en 1983, se déroule au théâtre de l'Empire à Paris. Elle est présidée par Gene Kelly. Georges de Beauregard, René Clément et Edwige Feuillère reçoivent un César d'honneur.
- 1990 : Première diffusion de Manu, la série d'animation de Frank Margerin sur La Cinq.
- 2017 : sortie de la console de jeux Nintendo Switch du fabricant japonais Nintendo.

## Sciences et techniques
- 1959 : la sonde Pioneer 4 est lancée vers la Lune depuis Cap Canaveral en Floride.
- 1972 : la sonde Pioneer 10 est lancée.
- 2014 : annonce de la découverte du virus géant Pithovirus sibericum, dans le pergélisol de Sibérie.

## Économie et société
- 1802 : un arrêté rend obligatoire une visite sanitaire des prostituées de France.
- 1878 : le Sénat des États-Unis vote le Comstock Act.
- 1974 : accident du vol 981 Turkish Airlines.
- 1985 : fin de la grève des mineurs britanniques de 1984-1985.
- 2012 : accident ferroviaire de Szczekociny.
- 2013 : en Suisse, l’initiative populaire « contre les rémunérations abusives » est approuvée par 67,9 % des suffrages.

## Naissances

### XVesiècle
- 1416 : Sigismond de Saxe, évêque de Wurtzbourg († 24 décembre 1471).
- 1439 : Ashikaga Yoshimi, frère du shogun Ashikaga Yoshimasa 15 février 1491.
- 1455 :
  - Giovanni Cataldo Parisio, humaniste italien de la Renaissance († vers 1517).
  - Jean II, 13e roi de Portugal († 25 octobre 1495).
  - Ascanio Sforza, cardinal de l'Église catholique († 27 mai 1505).
- 1463 : Paule Gambara Costa, veuve du tiers-ordre franciscain à Binasco. Béatifiée en 1857 († 24 janvier 1515).
- 1473 : Asakura Sadakage, 9e chef du clan Asakura († 11 avril 1512).

### XVIesiècle
- 1513 : Jacques d'Albon de Saint-André, maréchal de France († 19 décembre 1562).
- 1518 : Germain Audebert, humaniste, magistrat et poète français († 15 décembre 1598).
- 1520 : Matthias Flacius, théologien protestant allemand († 11 mars 1575).
- 1543 : Pierre II de Villars, prélat français († 18 juin 1613).
- 1577 : Nicolas Trigault, prêtre jésuite des Pays-Bas méridionaux, missionnaire en Chine († 14 novembre 1628).
- 1582 : Edward Herbert de Cherbury, homme d’État et philosophe anglais († 5 août 1648).
- 1583 : Anne de Hesse-Darmstadt (1583-1631), comtesse de Solms-Laubach († 13 septembre 1631).
- 1587 : François IV Fouquet, magistrat et homme d'affaires français († 22 avril 1640).
- 1589 : Gisbertus Voetius, théologien néerlandais († 1er novembre 1676).
- 1600 : Gheorghe Ier Ghica, prince de Moldavie de 1658 à 1659 puis prince de Valachie de 1659 à 1660 († 2 novembre 1664).

### XVIIesiècle
- 1606 :
  - Marie de Bourbon-Condé, fille de Charles de Bourbon-Condé, comte de Soissons et d'Anne de Montafié († 3 juin 1692).
  - Edmund Waller, poète anglais († 21 octobre 1687).
- 1610 : Pierre Dupuis, peintre français († 18 février 1682).
- 1630 : Salomon Adler, peintre baroque allemand († 11 janvier 1709).
- 1631 : Esaias Boursse, peintre néerlandais du Siècle d'or († 16 novembre 1672).
- 1649 : John Floyer, écrivain et médecin anglais († 1er février 1734).
- 1652 : Thomas Otway, dramaturge anglais († 14 avril 1685).
- 1653 : Pierre Billard, écrivain français († mai 1726).
- 1657 : Samuel Faber, érudit allemand († 10 avril 1716).
- 1663 : Nicolas Siret, compositeur, claveciniste et organiste français († 22 juin 1754).
- 1674 : Frédéric-Charles de Schönborn-Buchheim, prince-évêque de Wurtzbourg et de Bamberg († 26 juillet 1746).
- 1678 : Madeleine de Verchères, héroïne de la Nouvelle-France († 8 août 1747).
- 1681 : François Guillemot de Villebois, vice-amiral russe de naissance française († 13 mai 1760).
- 1696 : Marie-Thérèse de Waldbourg-Trauchbourg, comtesse de Hohenzollern-Berg († 7 mai 1761).
- 1698 : Jean-François Maistre, juriste et économiste piémontais († 9 décembre 1760).
- 1700 : Charles-Joseph Natoire, artiste peintre français († 23 août 1777).

### XVIIIesiècle
- 1709 : Andreas Sigismund Marggraf, chimiste allemand († 7 août 1782).
- 1735 : Mathieu Chabrol, chirurgien français († 12 février 1815).
- 1751 : Heinrich August Ottokar Reichard, écrivain, journaliste, directeur de théâtre et bibliothécaire allemand († 17 octobre 1828).
- 1754 : Jean-François Lieutaud, homme politique français († 19 février 1801).
- 1756 : William Godwin, théoricien politique et romancier britannique († 7 avril 1836).
- 1771 :
  - Paul Ferdinand Stanislas Dermoncourt, militaire français († 10 mai 1847).
  - Louis Vasserot, militaire français († 8 décembre 1840).
- 1776 : François Louis Forestier, militaire français († 5 février 1814).
- 1800 :
  - Heinrich Georg Bronn, géologue allemand († 5 juillet 1862).
  - Alfred Daviel, juriste et homme politique français († 12 juin 1856).
  - François Meuret, peintre français, peintre de la famille d'Orléans († 5 juillet 1887).

### XIXesiècle
- 1802 : Adolphe Nourrit, ténor français († 7 mars 1839).
- 1803 : Alexandre-Gabriel Decamps, peintre, dessinateur, graveur et lithographe français († 22 août 1860).
- 1805 : Jonas Furrer, homme politique suisse, premier président de la Confédération suisse († 25 juillet 1861).
- 1809 : Jean-Félix Pédegert, religieux catholique et poète français († 29 juin 1889).
- 1810 : Gustave Adolphe Briot de Monrémy, homme politique français († 1er août 1858).
- 1815 : Marc Antoine Calmon, homme politique français († 12 octobre 1890).
- 1819 : Gustave de Molinari, économiste belge († 28 janvier 1912).
- 1831 : George Pullman, industriel américain († 19 octobre 1897).
- 1839 : Ellen Ternan, actrice anglaise, maîtresse de Charles Dickens († 25 avril 1914).
- 1845 : Georg Cantor, mathématicien allemand († 6 janvier 1918).
- 1846 : Emile Isenbart, peintre français († 21 mars 1921).
- 1847 : Alexander Graham Bell, scientifique, ingénieur et inventeur britannique († 2 août 1922).
- 1857 : Alfred Bruneau, compositeur français († 15 juin 1934).
- 1863 : Arthur Machen (Arthur Llewelyn Jones-Machen dit), écrivain britannique († 15 décembre 1947).
- 1864 : Félix de Vial, général de brigade français († 28 mars 1949).
- 1865 : Alexander Winkler, pianiste et compositeur russe d’origine allemande († 6 août 1935).
- 1867 : Sylvain Eugène Raynal, militaire français († 13 janvier 1939).
- 1868 : Alain (Émile Chartier dit), philosophe français († 2 juin 1951).
- 1870 :
  - Géza Maróczy, joueur d'échecs et ingénieur hongrois († 29 mai 1951).
  - Émile Mauchamp, médecin français († 19 mars 1907).
- 1871 : Maurice Garin dit le Petit ramoneur, cycliste français († 19 février 1957).
- 1876 : Josaphat Kocylovskyj, évêque de l'Église grecque-catholique ukrainienne et martyr († 17 novembre 1947).
- 1878 : 
  - Charles Ginner, peintre britannique post-impressionniste († 6 janvier 1952).
  - James Sclafer, avocat et homme politique français († 3 novembre 1956).
- 1882 : Charles Ponzi, escroc italo-américain († 18 janvier 1949).
- 1883 : František Drtikol, photographe tchécoslovaque († 13 janvier 1961).
- 1886 : Tore Ørjasæter, poète norvégien († 29 février 1968).
- 1889 :
  - Victor Duvant, gymnaste artistique français († 13 septembre 1963).
  - Émile Henriot, poète, romancier, essayiste et critique littéraire français († 14 avril 1961).
- 1890 : Norman Bethune, médecin canadien reconnu comme un héros en Chine († 12 novembre 1939).
- 1895 :
  - Ernie Collett, joueur de hockey sur glace canadien († 21 décembre 1951).
  - Ragnar Anton Kittil Frisch, économiste norvégien, prix Nobel d’économie 1969 († 31 janvier 1973).
  - Matthew Ridgway, général américain († 26 juillet 1993).
- 1898 :
  - Emil Artin, mathématicien autrichien († 20 décembre 1962).
  - Nadejda Petrovna de Russie, princesse russe appartenant à la Maison de Hosltein-Gottorp-Romanov († 21 avril 1988).
- 1900 : Edmond Beauchamp, acteur français († 3 juin 1985).

### XXesiècle
- 1901 : Claude Choules, militaire britannique, dernier vétéran combattant de la Première Guerre mondiale († 5 mai 2011).
- 1903 : 
  - Adrian Adolph Greenberg, costumier américain († 13 septembre 1959).
  - Warren Kealoha, nageur américain, double champion olympique († 8 septembre 1972).
- 1904 : 
  - Gerdy Troost, architecte allemande, épouse de Paul Troost († 30 janvier 2003).
  - Henri Calet, écrivain français († 14 juillet 1956).
- 1905 : Marie Glory (Raymonde Louise Marcelle Toully dite), actrice française, doyenne du cinéma français († 24 janvier 2009).
- 1906 : Artur Lundkvist, écrivain suédois († 11 décembre 1991).
- 1909 : Joseph Ebner, footballeur hongrois naturalisé français († 16 janvier 1986).
- 1910 : André Zwobada, réalisateur, producteur, scénariste et acteur français († 12 mai 1994).
- 1911 :
  - Henri Bonnemain, pharmacien et historien français († mars 2006).
  - Jean Harlow, actrice américaine († 7 juin 1937).
  - Kristian Henriksen, entraîneur de football norvégien († 8 février 2004).
  - Hugues Lapointe, homme politique québécois († 13 novembre 1982).
  - John Elvin Shaffner, personnalité politique canadienne († 11 juin 2001).
- 1913 :
  - Roger Caillois, écrivain, sociologue et critique littéraire français († 21 décembre 1978).
  - Luis Miró, footballeur et entraîneur espagnol († 15 septembre 1991).
- 1914 :
  - Teofilo Camomot, archevêque philippin, vénérable († 27 septembre 1988).
  - Asger Jorn, peintre danois († 1er mai 1973).
- 1916 : 
  - Paul Halmos, mathématicien américain († 2 octobre 2006).
  - Benno Sterzenbach, acteur de cinéma, de théâtre et réalisateur allemand († 13 septembre 1985).
- 1918 :
  - Arthur Kornberg, biochimiste américain († 26 octobre 2007).
  - San Yu, homme d'État birman, président de la Birmanie du 9 novembre 1981 au 27 juillet 1988 († 30 janvier 1996).
  - Fritz Thiedemann, cavalier allemand, double champion olympique († 8 janvier 2000).
- 1919 : Peter Abrahams, romancier sud-africain de langue anglaise († 18 janvier 2017).
- 1920 :
  - Julius Boros, golfeur américain († 28 mai 1994).
  - James Doohan, acteur canadien († 20 juillet 2005).
  - Ronald Searle, dessinateur de bandes dessinées britannique († 30 décembre 2011).
- 1921 :
  - Paul Guimard, écrivain français († 2 mai 2004).
  - Claude Lepeu, résistant français, compagnon de la Libération († 11 juillet 2016).
- 1922 :
  - Jacques Auriac, peintre, affichiste et graphiste français († 10 septembre 2003).
  - Maurice Biraud, animateur radiophonique et acteur français († 24 décembre 1982).
  - Nándor Hidegkuti, footballeur hongrois († 14 février 2002).
- 1923 :
  - Madeleine Arbour, peintre et dessinatrice québécoise († 10 décembre 2024
  - Barney Martin, acteur américain († 21 mars 2005).
  - Doc Watson, musicien américain († 29 mai 2012).
- 1924 :
  - Lys Assia, chanteuse suisse († 24 mars 2018).
  - Micheline Dax (Micheline Etevenon dite), actrice et chanteuse française († 27 avril 2014).
  - Cathy Downs, actrice américaine († 8 décembre 1976).
- 1925 : 
  - Giacomo Benevelli, sculpteur italien († 13 juillet 2011).
  - Wolf Wajsbrot, résistant français d’origine polonaise, mort pour la France  († 21 février 1944).
- 1926 : James Merrill, poète américain († 6 février 1995).
- 1927 : Carla Cerati, photographe et écrivain italienne († 19 février 2016).
- 1928 :
  - Marie Cardinal, romancière française († 9 mai 2001).
  - Pierre Michelot, contrebassiste et compositeur français († 3 juillet 2005).
- 1929 : Mithat Bayrak, lutteur turc, double champion olympique († 20 avril 2014).
- 1930 :
  - Keiiti Aki, sismologue japonais († 17 mai 2005).
  - Heiner Geissler, homme politique allemand († 12 septembre 2017).
  - Ion Iliescu, homme d'État roumain, président de Roumanie de 1989 à 1996 et de 2000 à 2004.
- 1932 : Christiane Muller, actrice française († 11 mai 2006).
- 1936 : Yvan Chiffre (Yvan Lucien Chiffre), cascadeur français de cinéma, figurant ou réalisateur occasionnel († 27 septembre 2016).
- 1937 : Bobby Driscoll, acteur américain († 30 mars 1968).
- 1939 :
  - Eva Jiřičná, architecte tchèque.
  - Ariane Mnouchkine, réalisatrice de théâtre française.
- 1940 :
  - Gilbert Barbier, homme politique français.
  - Perry Ellis, créateur de mode américain, fondateur de sa maison éponyme de vêtements de sport au milieu des années 1970 († 30 mai 1986).
  - Jean-Paul Proust, haut fonctionnaire français († 8 avril 2010).
- 1941 : André Guy, footballeur professionnel français.
- 1942 :
  - André Brochu, poète, romancier et essayiste québécois.
  - Vladimir Kovalionok, cosmonaute soviétique.
  - Mike Pender (en), chanteur anglais du groupe The Searchers.
- 1945 :
  - Bertrand Gauthier, écrivain québécois.
  - George Miller (George Miliotis dit), scénariste, réalisateur et producteur de cinéma australien.
  - Mike Shannon (Michel Simonet dit), chanteur et compositeur français du groupe Les Chats Sauvages.
- 1946 :
  - James C. Adamson, astronaute américain.
  - Chantal Bourragué, femme politique française.
  - John Virgo, joueur de snooker britannique.
  - Charles Asati, athlète kényan spécialiste du 400 m.
- 1947 :
  - Jean Gaubert, homme politique français.
  - Béatrice Giblin, géopolitologue française.
  - Arièle Semenoff, actrice française.
  - Jennifer Warnes, chanteuse et compositrice américaine.
  - Ian O'Brien, nageur australien, champion olympique.
- 1948 : Snowy White, guitariste de rock britannique.
- 1949 :
  - Jüri Allik, psychologue estonien.
  - Bonnie J. Dunbar, astronaute américaine.
  - Elijah Harper, homme politique autochtone cri et chef de tribu († 17 mai 2013).
  - Gloria Hendry, actrice américaine.
  - Gilbert Le Bris, homme politique français.
  - Guy Mansfield, pair et avocat britannique.
  - Régis Ovion, cycliste français.
  - James S. Voss, astronaute américain.
- 1950 : 
  - Mohamed Ali Yousfi, écrivain et traducteur tunisien.
  - Tim Kazurinsky, acteur et scénariste américain.
  - Georgi Kostadinov, boxeur bulgare, champion olympique.
  - Marie-Josèphe Guers, écrivaine française († 19 novembre 2016).
- 1951 :
  - Trevor Anderson, footballeur nord-irlandais.
  - Jean-Louis Destans, personnalité politique socialiste française.
  - Pierre Efratas, écrivain de langue française d'origine belge.
  - Joël Pécune, joueur de rugby à XV français.
  - Eduard Rapp, coureur cycliste soviétique sur piste russe.
- 1953 :
  - Anne Bie Warburg, actrice danoise.
  - Josef Winkler, écrivain autrichien.
  - Zico, footballeur brésilien.
- 1954 :
  - Karole Armitage, danseuse et chorégraphe américaine.
  - Édouard Lock, chorégraphe, photographe et cinéaste québécois.
- 1955 : 
  - Lenka Lichtenberg, chanteuse et compositrice canadienne.
  - Thomas Zondo Sakala, économiste zimbabwéen.
- 1956 : Zbigniew Boniek, footballeur polonais.
- 1958 :
  - Phil Anderson, coureur cycliste australien.
  - Jean-Christophe Attias, universitaire français.
  - Gérard Colin, sauteur à ski français.
  - Charles Hedrich, aventurier, alpiniste, rameur et navigateur français.
  - Miranda Richardson, actrice britannique.
- 1960 :
  - Neal Heaton, joueur de baseball américain.
  - Bernard Tavitian, auteur de jeux de société français.
- 1961 :
  - Philomène Bompoko Lomboto, joueuse de basket-ball congolaise (RDC) († 25 décembre 2015).
  - Vyacheslav Ivanenko, athlète soviétique, spécialiste de la marche.
  - Fatima Whitbread, athlète britannique, spécialiste du lancer du javelot.
- 1962 :
  - Jackie Joyner-Kersee, athlète américaine, spécialiste de l'heptathlon et du saut en longueur.
  - Elliott Quow, athlète américain spécialiste du 200 mètres.
  - Luis José Rueda Aparicio, archevêque colombien.
  - Herschel Walker, joueur de football américain.
- 1963 : Martín Fiz, athlète |espagnol spécialiste du fond.
- 1964 : Laura Harring, actrice américaine.
- 1965 : Ronan Pinc, violoniste français.
- 1966 :
  - Tone Loc (Anthony Terrell Smith dit), musicien américain.
  - Timo Tolkki, guitariste finlandais.
- 1967 : Raymond Narac, pilote d'endurance français.
- 1968 :
  - Wilfrid Estève, photojournaliste, enseignant et producteur français.
  - Brian Leetch, joueur de hockey sur glace américain.
- 1969 : Monique Nolte, réalisatrice et scénariste néerlandaise.
- 1970 :
  - Simon Biwott, athlète kényan spécialiste du marathon.
  - Julie Bowen, actrice américaine.
  - Inzamam-ul-Haq, joueur de cricket pakistanais.
  - Kristine Kunce, joueuse de tennis australienne.
  - Jenny Armstrong, navigatrice australienne, championne olympique.
- 1972 :
  - Christian Oliver, acteur allemand.
  - Martin Procházka, joueur professionnel de hockey sur glace tchèque.
- 1973 :
  - Charles-Philippe d'Orléans, « duc d’Anjou » par titre de courtoisie, issu de la Maison d'Orléans.
  - Victoria Zdrok, modèle ukrainienne.
  - Zhang Lirong, athlète chinoise spécialiste des courses de fond.
- 1974 : David Faustino, acteur américain.
- 1975 : Nick Oshiro, musicien américain plus connu sous le nom de Drummer, du groupe Static-X.
- 1977 :
  - Ronan Keating, chanteur irlandais.
  - Stéphane Robidas, joueur de hockey sur glace professionnel canadien.
  - Todor Stoykov, basketteur bulgare.
- 1978 : Madoka Ozawa, actrice japonaise de films pornographiques et de V-cinema.
- 1979 :
  - Albert Jorquera, joueur de football espagnol.
  - Haruki Mizuno, actrice japonaise de film pornographique et mannequin de charme.
- 1980 : 
  - El Bahi Lazaref, footballeur algérien.
  - Fabien Tilliet, rameur français.
- 1981 :
  - Lil' Flip (Wesley Eric Weston Jr. dit), rappeur américain.
  - Justin Gabriel, lutteur sud-africain.
  - László Nagy, handballeur hongrois.
- 1982 :
  - Nicolas Armindo, pilote d'endurance français.
  - Jessica Biel, actrice américaine.
  - Stéphanie Pasterkamp, actrice française.
- 1983 :
  - Marie-Pier Boudreau Gagnon, nageuse synchronisée québécoise.
  - Marylise Lévesque, judokate canadienne.
  - Sarah Poewe, nageuse allemande.
  - Katie White, chanteuse, guitariste et bassiste britannique du groupe de pop rock alternatif The Ting Tings.
  - Huang Xiaoxiao, athlète chinoise, spécialiste du 400 mètres haies.
- 1984 :
  - Baptiste Cransac, basketteur français.
  - Petra Lammert, athlète allemande, spécialiste du lancer du poids.
  - Marie-Gaianeh Mikaelian, joueuse de tennis suisse.
  - Alexander Semin, joueur de hockey sur glace russe.
- 1985 : Mariel Zagunis, escrimeuse américaine, pratiquant le sabre.
- 1986 :
  - Fauve Hautot, danseuse et chorégraphe française.
  - Florian Marange, footballeur professionnel français.
  - Mohsine Moutouali, footballeur marocain.
  - Issama Mpeko, footballeur congolais.
  - Stacie Orrico, chanteuse américaine.
- 1987 : Jesus Padilla, footballeur mexicain.
- 1988 : Ezinne Okparaebo, athlète norvégienne spécialiste du 100 mètres.
- 1990 :
  - Cornel Fredericks, athlète sud-africain, spécialiste du 400 m haies.
  - Emmanuel Rivière, footballeur français.
- 1991 : Ire Aderinokun, développeuse front-end nigériane.
- 1996 : Cameron Johnson, basketteur américain.
- 1997 : Camila Cabello, chanteuse américaine issue des Fifth Harmony.

## Décès

### XIIesiècle
- 1111 : Bohémond de Tarente, prince d'Antioche et croisé (° v. 1054).

### XIIIesiècle
- 1239 : Vladimir IV de Kiev, Grand-prince du Rus' de Kiev de la dynastie des Riourikides (° 1187).

### XIVesiècle
- 1302 : Roger-Bernard III de Foix, comte de Foix, coprince d'Andorre de 1278 à 1302 et vicomte de Béarn de 1290 à 1302 (° v. 1240).

### XVesiècle
- 1459 : Ausiàs March, poète catalan (° v. 1397).

### XVIesiècle
- 1525 : Thomas de Foix, maréchal de France (° 1485).
- 1554 : Jean-Frédéric de Saxe, électeur de Saxe (° 30 juin 1503).
- 1573 : Claude II d'Aumale, marquis de Mayenne et duc d’Aumale (° 18 août 1526).
- 1588 : Henri XI de Legnica, duc de Legnica (° 23 mars 1539).
- 1599 : Juan Alfonso Enríquez de Cabrera y Colonna, dignitaire espagnol (° 6 février 1647).

### XVIIesiècle
- 1605 : Clément VIII, 231e pape (° 24 février 1536).
- 1606 : Nyaungyan Min, 5e roi de la dynastie Taungû, en Birmanie (° 6 mars 1556).
- 1616 : Mathias de l'Obel, botaniste flamand (° 1538).
- 1700 : Girolamo Casanate, cardinal italien (° 13 février 1620).

### XVIIIesiècle
- 1703 : Robert Hooke, physicien anglais (° 18 juillet 1635).
- 1706 : Johann Pachelbel, musicien allemand (° 1er septembre 1653).
- 1707 : Aurangzeb, empereur moghol de l'Inde (° 3 novembre 1618).
- 1717 : Pierre Allix, auteur et ministre de l’Église réformée français (° 1641).
- 1719 : Jacques-Louis de Valon, marquis de Mimeure, auteur et académicien français (° 19 novembre 1659).
- 1724 : Jean Louail, théologien français (° 4 mars 1668).
- 1731 : Philibert Lambert, auteur français (° 4 août 1664).
- 1744 : Jean Barbeyrac, juriste français (° 15 mars 1674).
- 1758 : Guy Nicolas de Durfort de Lorges, 2e duc de Quintin, 1er duc de Lorges (° 20 février 1683).
- 1768 : Nicola Porpora, compositeur italien (° 10 août 1686).
- 1792 : Robert Adam, architecte britannique (° 3 juillet 1728).
- 1797 : Yves Joseph de Kerguelen de Trémarec, navigateur français (° 13 février 1734).

### XIXesiècle
- 1806 : Heinrich Christian Boie, auteur allemand (° 19 juillet 1844).
- 1807 : Jean-Baptiste-Pierre Bevière, homme politique français (° 20 octobre 1723).
- 1808 : Johan Christian Fabricius, entomologiste et économiste danois (° 7 janvier 1745).
- 1830 : Jacques Darnaud, général français du Premier Empire (° 8 janvier 1758).
- 1839 : Charlotte Bonaparte, fille de Joseph Bonaparte et de Julie Clary (° 31 octobre 1802).
- 1854 : Harriet Smithson, actrice irlandaise (° 1800).
- 1869 : Élisa de Gamond, femme peintre belge (° 3 avril 1804).
- 1879 : László Paál, peintre hongrois de l'École de Barbizon (° 30 juillet 1846).
- 1880 : David Sutter, peintre français de l'École de Barbizon (° 12 janvier 1811).
- 1886 : 
  - Angelo Jacobini, cardinal italien (° 25 avril 1825).
  - William McDougall, homme politique canadien (° 1831).
- 1896 :
  - Alfred Assolant, romancier français (° 20 mars 1827).
  - Henry Starnes, homme politique canadien, maire de Montréal de 1856 à 1858 et de 1866 à 1868 (° 22 octobre 1800).

### XXesiècle
- 1901 : Bonaventure Petit, musicien français (° 14 octobre 1811).
- 1902 : Henri Gourgouillon, sculpteur français (° 16 janvier 1858).
- 1916 : John Wesley Judd, géologue britannique (° 18 février 1840).
- 1925 : Édouard Jacobs, violoncelliste belge (° 9 février 1851).
- 1932 : Eugen d'Albert, compositeur et pianiste allemand (° 10 avril 1864).
- 1939 : Edmund Beecher Wilson, zoologiste et généticien américain (° 19 octobre 1856).
- 1943 : Pierre-Marie Gaurand, homme politique français (° 21 janvier 1886).
- 1946 : 
  - Maurice de Waleffe (Maurice Eugène Hubert Cartuyvels dit), journaliste et écrivain franco-belge directeur et chroniqueur mondain de quotidien, précurseur en 1920 des prémices du futur concours Miss France (° 15 juillet 1874).
  - Pauline Whittier, golfeuse américaine (° 9 décembre 1876).
- 1953 : James J. Jeffries, boxeur américain (° 15 avril 1875).
- 1955 : Catherine Drexel, religieuse américaine, béatifiée le 1er octobre 2000 par Jean-Paul II (° 26 novembre 1858).
- 1959 :
  - Lou Costello, acteur américain d'origine autrichienne (° 6 mars 1906).
  - Paul Nicolas, joueur de football français (° 4 novembre 1899).
- 1960 : Angelo Tasca, alias Amilcare Rossi, alias André Leroux, journaliste italien (° 19 novembre 1892).
- 1962 : Pierre Benoit, romancier, poète et académicien français (° 16 juillet 1886).
- 1963 : Faustino Pérez-Manglano, vénérable catholique espagnol (° 4 août 1946).
- 1966 :
  - Alfonso Castaldo, cardinal italien, archevêque de Naples (° 6 novembre 1890).
  - William Frawley, acteur américain (° 26 février 1887).
  - Alice Pearce, actrice américaine (° 16 octobre 1917).
- 1968 : Pepe Bienvenida, matador espagnol (° 7 janvier 1914).
- 1969 : Béatrix Dussane, actrice française (° 9 mars 1888).
- 1974 : Frank Wilcox, acteur américain (° 13 mars 1907).
- 1975 :
  - Therese Giehse, actrice allemande (° 6 mars 1898).
  - László Németh, écrivain hongrois (° 18 avril 1901).
- 1976 :
  - François de La Grange, journaliste français (° 20 août 1920).
  - Pierre Molinier, photographe, peintre et poète français (° 13 avril 1900).
- 1982 : Georges Perec, écrivain oulipien français (° 7 mars 1936).
- 1983 :
  - Émilien Frenette, premier évêque de St-Jérôme au Québec (° 6 mai 1905).
  - Georges Remi dit Hergé, auteur belge de bande dessinée, notamment des Aventures de Tintin (° 22 mai 1907).
  - Arthur Koestler, écrivain et polymathe britannique d'origine hongroise (° 5 septembre 1905).
- 1987 : Danny Kaye, acteur américain (° 18 janvier 1911).
- 1988 : Henryk Szeryng, violoniste mexicain d’origine polonaise (° 22 septembre 1918).
- 1991 :
  - Arthur Murray, professeur de danse et homme d’affaires américain (° 4 avril 1895).
  - Sal Nistico, saxophoniste ténor de jazz américain (° 2 avril 1938).
  - Pierre Rousseau, peintre et illustrateur français (° 2 novembre 1903).
- 1993 :
  - Harper Goff, artiste, musicien et acteur américain (° 16 mars 1911).
  - Carlos Montoya, guitariste de flamenco espagnol (° 13 décembre 1903).
  - Albert Sabin, médecin polonais (° 26 août 1906).
- 1995 :
  - Pierre Tisseyre, journaliste, écrivain et éditeur québécois (° 5 mai 1909).
  - Paul Van Damme, homme politique belge (° 7 décembre 1929).
- 1996 :
  - Marguerite Duras, romancière française (° 4 avril 1914).
  - Gabriel Gauthier, as français de l'aviation au cours de la Seconde Guerre mondiale (° 12 septembre 1916).
  - Léo Malet, écrivain français (° 7 mars 1909).
  - Lyle Talbot, acteur américain (° 8 février 1902).
- 1997 :
  - Bradford Angier, écrivain américain (° 13 mai 1910).
  - Albert Gazier, ancien ministre français (° 16 mai 1908).
  - Finn Høffding, compositeur danois (° 10 mars 1899).
- 1998 :
  - Jacques Droz, historien français (° 12 mars 1909).
  - Marcel Dionne, homme d'affaires et politique canadien (° 21 novembre 1931).
  - Fred W. Friendly, personnalité américaine de la télévision (° 30 octobre 1915).
- 1999 : Gerhard Herzberg, chimiste canadien d'origine allemande, prix Nobel de chimie 1971 (° 25 décembre 1904).
- 2000 : Toni Ortelli, alpiniste, chef d'orchestre et compositeur italien (° 25 novembre 1904).

### XXIesiècle
- 2001 :
  - Roger Buchonnet, cycliste sur route français (° 30 mai 1926).
  - Louis Edmonds, acteur américain (° 24 septembre 1923).
  - Gabriel Lisette, homme politique tchadien (° 2 avril 1919).
  - Eugene Sledge, ancien Marine américain des batailles de Peleliu et Okinawa et auteur de With the Old Breed (° 4 novembre 1923).
- 2002 :
  - Harlan Howard, compositeur américain (° 8 septembre 1927).
  - Toshimitsu Imaï, peintre japonais (° 6 mai 1928).
- 2003 :
  - Horst Buchholz, acteur allemand (° 4 décembre 1933).
  - Richard Garrard, lutteur australien (° 21 janvier 1911).
- 2004 : Constantin Papachristopoulos, peintre et sculpteur grec (° 27 novembre 1906).
- 2005 :
  - Jeanne Demers, professeur québécoise (° 6 mai 1924).
  - Max Fisher, homme d'affaires et philanthrope américain (° 15 juillet 1908).
  - Roger Martine, rugbyman français (° 3 janvier 1930).
  - Rinus Michels, footballeur néerlandais devenu entraîneur (° 9 février 1928).
  - Guylaine St-Onge, actrice canadienne (° 1965).
- 2006 :
  - Françoise Bette, actrice belge (° 13 juin 1944).
  - Ivor Cutler, humoriste, auteur-compositeur, écrivain, animateur de radio, peintre et poète écossais (° 15 janvier 1923).
- 2007 :
  - Osvaldo Cavandoli, animateur et auteur de bande dessinée italien (° 1er janvier 1920).
  - Benito Lorenzi, footballeur italien (° 30 décembre 1925).
  - Gene Oliver, joueur américain de baseball (° 22 mars 1935).
- 2008 :
  - Giuseppe Di Stefano, ténor italien, partenaire de Maria Callas (° 24 juillet 1921).
  - Norm O'Neill, joueur de cricket international australien (° 19 février 1937).
  - Annemarie Renger, femme politique allemande (° 7 octobre 1919).
  - Iván Ríos, chef des FARC colombien (° 19 décembre 1961).
  - Norman Smith, musicien anglais (° 22 février 1923).
  - Lucien Steinberg, historien et journaliste français (° 1926).
- 2009 :
  - Sydney Earle Chaplin, acteur de cinéma et de théâtre américain (° 31 mars 1926).
  - Sebastian Faisst, joueur de handball allemand (° 7 mars 1988).
  - Flemming Flindt, danseur et chorégraphe danois (° 30 juin 1936).
  - Jean Le Morillon, militaire français (° 5 février 1920).
  - Åke Lindman, directeur et acteur finlandais (° 11 janvier 1928).
  - Gilbert Parent, homme politique canadien, président de la Chambre des communes du Canada de 1994 à 2001 (° 25 juillet 1935).
  - Jan Vladislav (cs), poète, écrivain et traducteur tchèque (° 15 janvier 1923).
  - Barbara Wright, traductrice et linguiste britannique (° 13 octobre 1915).
- 2010 :
  - Keith Alexander, footballeur puis entraîneur anglo-lucien (° 14 novembre 1956).
  - Mariya Dolina, aviatrice soviétique puis ukrainienne (° 18 décembre 1922).
  - Michael Foot, ancien chef du Parti travailliste britannique de 1980 à 1983 (° 23 juillet 1913).
  - Momo Kapor, écrivain, peintre et dessinateur serbe (° 8 avril 1937).
- 2011 :
  - Aldo Clementi, compositeur de musique contemporaine italien (° 25 mai 1925).
  - Aracy Guimarães Rosa, agent diplomatique brésilienne (° 5 décembre 1908).
- 2012 :
  - Dave Charnley, boxeur britannique (° 10 octobre 1935).
  - Leonardo Cimino, acteur italien (° 4 novembre 1917).
  - Ralph McQuarrie, illustrateur américain (° 13 juin 1929).
  - Ronnie Montrose, guitariste américain de rock (° 29 novembre 1947).
- 2013 :
  - Luis Alberto Cubilla, footballeur puis entraîneur uruguayen (° 28 mars 1940).
  - Christian Fossier, peintre et graveur français (° 9 septembre 1943).
  - Müslüm Gürses, chanteur turc (° 7 mai 1953).
  - Danie G. Krige, ingénieur sud-africain (° 26 août 1919).
  - Pierre Pellerin, médecin français (° 15 octobre 1923).
- 2014 :
  - Robert Ashley, compositeur américain (° 28 mars 1930).
  - Christine Buchegger, actrice autrichienne (° 19 novembre 1942).
  - Pierre Laroche, acteur, metteur en scène, réalisateur et scénariste belge (° 2 août 1931).
  - William Pogue, astronaute américain (° 23 janvier 1930).
- 2016 :
  - Sophie Dessus, femme politique française (° 24 septembre 1955).
  - Yves Guéna, homme politique français, ancien président du Conseil constitutionnel (° 6 juillet 1922).
- 2017 :
  - Raymond Kopa, footballeur français (° 13 octobre 1931).
  - René Préval, homme d'État haïtien (° 17 janvier 1943).
- 2018 :
  - David Ogden Stiers, acteur américain (° 31 octobre 1942).
  - Robert Scheerer, réalisateur, acteur et producteur américain (° 28 décembre 1928).
- 2020 : Alain Bertrand, homme politique français (° 23 février 1951).
- 2021 : 
  - Medea Abrahamyan, violoncelliste soviétique puis arménienne (° 8 mars 1932).
  - Sylvie Feit (Argenteuil, 29 juillet 1949 - Cannes, 3 mars 2021, actrice et directrice artistique française.
  - József Gurovits, kayakiste hongrois, médaillé de bronze aux Jeux olympiques d'été de 1952 (° 23 novembre 1928).
  - Helena Kružíková, actrice tchèque (° 17 novembre 1928).
  - Richard Olivier, auteur, écrivain et cinéaste belge (° 9 août 1945).
- 2024 :
  - John Beasley, mathématicien britannique (° 15 février 1940).
  - Edward Bond, dramaturge, metteur en scène, théoricien, traducteur britannique (° 18 juillet 1934).
  - Emmanuëlle, chanteuse canadienne (° 18 octobre 1942).
  - Roberto Fleitas, footballeur puis entraîneur uruguayen (° 25 août 1932).
  - Oscar Ghiglia, guitariste italien (° 13 août 1938).
  - Jaclyn Jose, actrice philippine (° 16 mars 1964)
- 2025 : 
  - Henryk Bielski, réalisateur polonais (° 19 janvier 1935).
  - André Chervel, linguiste, grammairien et historien français (° 5 novembre 1931).
  - Lincoln Díaz-Balart, homme politique américain (° 13 août 1954).
  - Walter Fahrer, auteur de bande dessinée argentin (° 10 décembre 1939).
  - Eleonora Giorgi, actrice, réalisatrice, scénariste et productrice de cinéma italienne (° 21 octobre 1953).
  - Sébastien Lepetit, écrivain français (° 30 août 1969).
  - Jean-Marie Londeix, saxophoniste français (° 20 septembre 1932).
  - Craig Richard Nelson, acteur américain (° 17 septembre 1947).
  - Antoine Saad, homme politique libanais (° 1937).
  - Felicia Țilea-Moldovan, athlète de lancers de javelot roumaine (° 29 septembre 1967).

## Célébrations

### Internationales et nationales
- Nations unies : journée mondiale de la vie sauvage[7].
- Organisation mondiale de la santé (OMS) : journée internationale de l'audition[8].
- Bulgarie : Ден на Освобождението на България от османска власт (bg) / journée de la libération de la Bulgarie du joug ottoman commémorant le traité de San Stefano de 1878 par lequel la Russie impose à l'Empire ottoman la reconnaissance de l'indépendance de la Bulgarie.
- Japon : hina matsuri / ひな祭り ou 雛祭り, fête des poupées consacrée aux petites filles.

### Religieuse
- Bahaïsme : deuxième jour du mois de l'élévation / ʿAlāʾ’' consacré au jeûne dans le calendrier badīʿ.

### Saints des Églises chrétiennes

#### Saints des Églises catholiques (et orthodoxesaux dates parfois"juliennes"/ orientales)
- Anselme de Nonantule († 807), fondateur et premier abbé de l'abbaye de Nonantola.
- Arthélaïde (it) († vers 570), fille de proconsul de Constantinople et nièce du patrice Narsès, recluse à Bénévent.
- Calupan († vers 576), reclus dans une grotte à Méallet près de Clermont.
- Camille d'Écoulives († 448), née à Civitavecchia en Italie, accompagnatrice du corps de saint Germain avec ses quatre sœurs dont Porcaire, et décédée à Escolives.
- Cléonique († vers 308), Eutrope, Basilisque, parents de saint Théodore Tiron, martyrs à Amasée.
- Cristicolla de Leinster († 728), ermite devenu évêque.
- Éméthère († 298) et Chélidoine (es), soldats martyrs à Calahorra en Espagne tarragonaise.
- Foila († VIIIe siècle) sœur de saint Colgan[Qui ?].
- Guénolé de Landévennec († vers 529), abbé fondateur de l'abbaye de Landévennec.
- Lamalisse († VIIe siècle) ermite sur l'île de Lamlash.
- Marin de Césarée (it) († 262), soldat, et Astère, sénateur, martyrs à Césarée.
- Nonne († VIe siècle) ou Mélarie, mère de saint David.
- Piamon († IVe siècle), vierge en Égypte.
- Sacer de Saggard († VIIe siècle), Abbé.
- Titien de Brescia († vers 536), 17e évêque de Brescia.

#### Saints et bienheureux des Églises catholiques
- Catherine Drexel († 1955), religieuse américaine - fondatrice des sœurs du Saint-Sacrement pour les Indiens et Gens de Couleur.
- Cunégonde de Luxembourg († 1040), impératrice germanique, épouse de l'empereur Henri II.
- Frédéric de Hallum (nl) († 1175), bienheureux abbé prémontré hollandais, fondateur de l'abbaye de Mariëngaarde.
- Gervin († 1075), abbé de l'abbaye de Saint-Riquier.
- Innocent de Berzo († 1890), bienheureux religieux capucin italien.
- Jacobin de Canepaci († 1508), bienheureux frère carme italien.
- Libérat Weiss († 1716), Samuel Marzorati (it), Michel-Pie Fasoli (it), bienheureux franciscains martyrs près de Gondar.
- María Concepción Cabrera Arias de Armida († 1937), bienheureuse laïque mexicaine et mystique.
- Pierre Geremia († 1452), bienheureux prêtre français disciple de saint Vincent Ferrier, prédicateur dominicain.
- Pierre-René Rogue († 1796), bienheureux prêtre lazariste français martyr à Vannes lors de la Révolution française.
- Serlon de Gloucester († 1104), Abbé.
- Thérèse Verzeri († 1852), religieuse italienne fondatrice des filles du Sacré-Cœur de Verzeri.

### Prénoms du jour
Bonne fête aux Guénolé et ses variantes : Guénola, Guénolée, Gwénola, Gwénolé, Gwénolée (voir aussi les Gwénaël et ses variantes les 3 novembre).
Et aussi aux :
- Arthellaïs et ses variantes (Artélaïs, Arthélaïde, Athéna, Athénaïs, Athénaïse, etc.),
- Aux Camilla et ses variantes féminines : Camilia, Camille, Camillette, Camillia, Milla ; leurs diminutifs Cam, Cami, Camy ; leurs formes masculines : Camille, Camillo, Camilo (voir 14 juillet).
- Aux Cunégonde et sa variante Cunigonde.
- Aux Dylan et ses variantes : Dilan, Dilhan, Dillon, Dyllan, etc.
- Aux Gervin et ses variantes : Gerwin, Gerwine, etc.
- Aux Marin.

## Traditions et superstitions
Les trois premiers jours de mars appelés « jours de remarque » étaient censés permettre de présager du temps de printemps à venir, dans certaines contrées (voir dictons ci-après et 1er et 2 mars).

### Dictons
- « À la sainte-Cunégonde, la terre redevient féconde. »[10]
- « À la saint-Guénolé, au taureau ferme le pré. »[10]
- « À sainte-Cunégonde, le tonnerre annonce un deuxième hiver. »[réf. nécessaire]
- « Pluie le 3 mars, pluie le 3 mai. »[réf. nécessaire]
- « S'il tonne à la sainte-Cunégonde, il faut encore porter des gants. »[11]

### Astrologie
- Signe du zodiaque : 13e jour du signe astrologique du Poisson (ou 14e en cas d'année bissextile).

## Toponymie
Les noms de plusieurs voies, places, sites ou édifices de pays ou régions francophones contiennent cette date sous diverses graphies : voir Trois-Mars .